# Baltasar Barreira
Baltasar Barreira (Sacavém, 1538 – 4 giugno 1612) è stato un gesuita portoghese.

## Biografia
Membro della Compagnia di Gesù, fu il primo missionario a raggiungere l'Angola (1879), dove in circa dieci anni riuscì a battezzare circa 20.000 persone; dal 1605 si occupò dell'evangelizzazione della Sierra Leone, dove riuscì a convertire il sovrano indigeno e, quindi, i suoi sudditi.
Si oppose alla tratta degli schiavi; cercò inutilmente di fondare un seminario in Africa per la formazione del clero indigeno. Tornò in patria nel 1609.
Fu cavaliere dell'Ordine del Cristo.